# Tropical Islands
Tropical Islands („Tropické ostrovy“) je umělé tropické letovisko v Braniborsku v Německu. Uvádí se,[kdo?] že jde o světově největší vnitřní bazén, který může vyhovět 7000 návštěvníků denně. Středisko se nachází v Briesen/Brandu, část Halbe v zemském okrese Dahme-Sprévský les, asi 60 km jihovýchodně od Berlína, vedle výjezdu „Staakow“ u dálnice A13.
Je umístěno uvnitř nepoužívaného hangáru, 360 metrů dlouhého, 210 metrů širokého a 107 metrů vysokého. Při objemu 5,5 milionu m³ je jednou z největších budov na zemi podle objemu a je největší samostatně stojící halou na světě bez podpůrných pilířů uvnitř. Hangár stál 78 milionů eur a původně byl postaven[kdy?] společností Cargolifter AG jako hangár na vzducholoď zvaný Aerium. Ale vzducholoď, která měla být v hangáru umístěna – CL160 – nikdy nebyla postavena. Malajsijská společnost Tanjong koupila[kdy?] hangár a okolní pozemky za 17,5 milionů eur a přeměnila jej v letovisko s uměle vybudovanou tropickou lokalitou. Středisko bylo otevřeno 19. prosince 2004.
Návštěvníci zde naleznou tropické prostředí s deštným pralesem, pláží, umělým sluncem, palmami, orchidejemi a ptačím zvukem. Teplota vzduchu je 25 °C. Tropický ráj je otevřen nepřetržitě, každý den v roce.

## Témata v letovisku

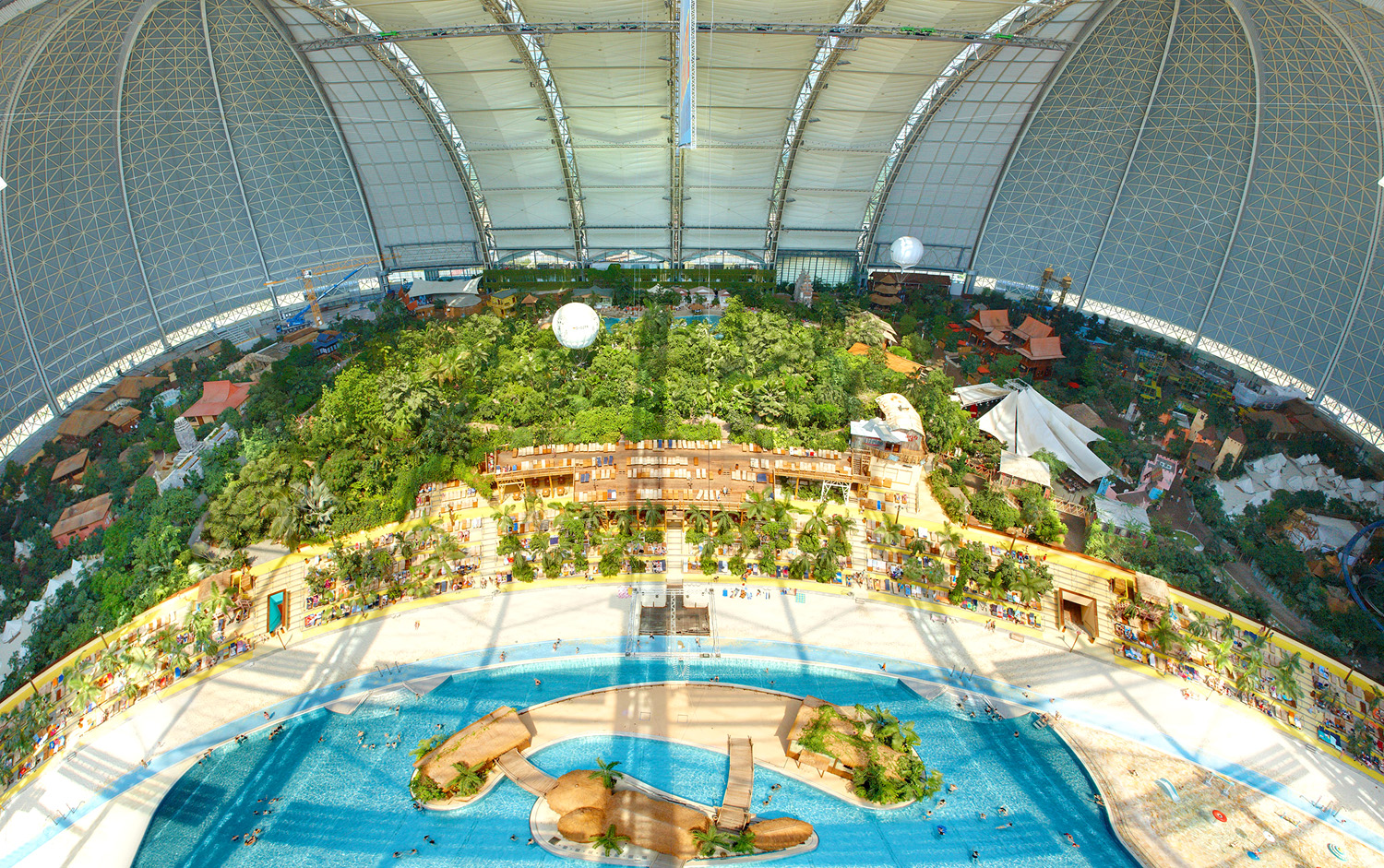
Panorama resortu

Nachází se zde řada vybavených tematických parků a celků:
- Tropický květinový svět
- Vesnice s tropickým jídlem
- Vršek v tropickém deštném pralese (tropický prales s mangrovým pralesem s 1 km dlouhou stezkou)
- Tropické moře (přibližně 4 400 m² tropického bazénu, voda hluboká 1,40 m, 8 metrů široká a 200 metrů dlouhá pláž a 850 plátěných křesel a s teplotou vody 28 °C)
- Bali laguna (bazén o objemu 1 200 m², hloubka vody méně než 1 m; teplota vody 32 °C; vodní atrakce – fontány, tekoucí proudy, krční sprchy, whirlpool a dvoje peřeje)
- Tropino club (obsahuje brouzdaliště, dětské tobogány, velká prolézačka, lego kostičky, autíčka a další atrakce)
- Tobogány (27 metrů vysoká věž se čtyřmi tobogány. Ty jsou označeny podle náročnosti od pohodových až po “turbo” tobogán, kde dosahujete rychlost jízdy až 70 km/h. Na nejprudší tobogán je přístup od 15. narozenin nebo od 40kg
- Minigolf (118 jamkové hřiště s umělou trávou)
- Tropické sauny a SPA

Někteří návštěvníci[kdo?][zdroj?] kritizují nedostatečnou hloubku vody v Tropical Sea a Bali laguně.

## Galerie

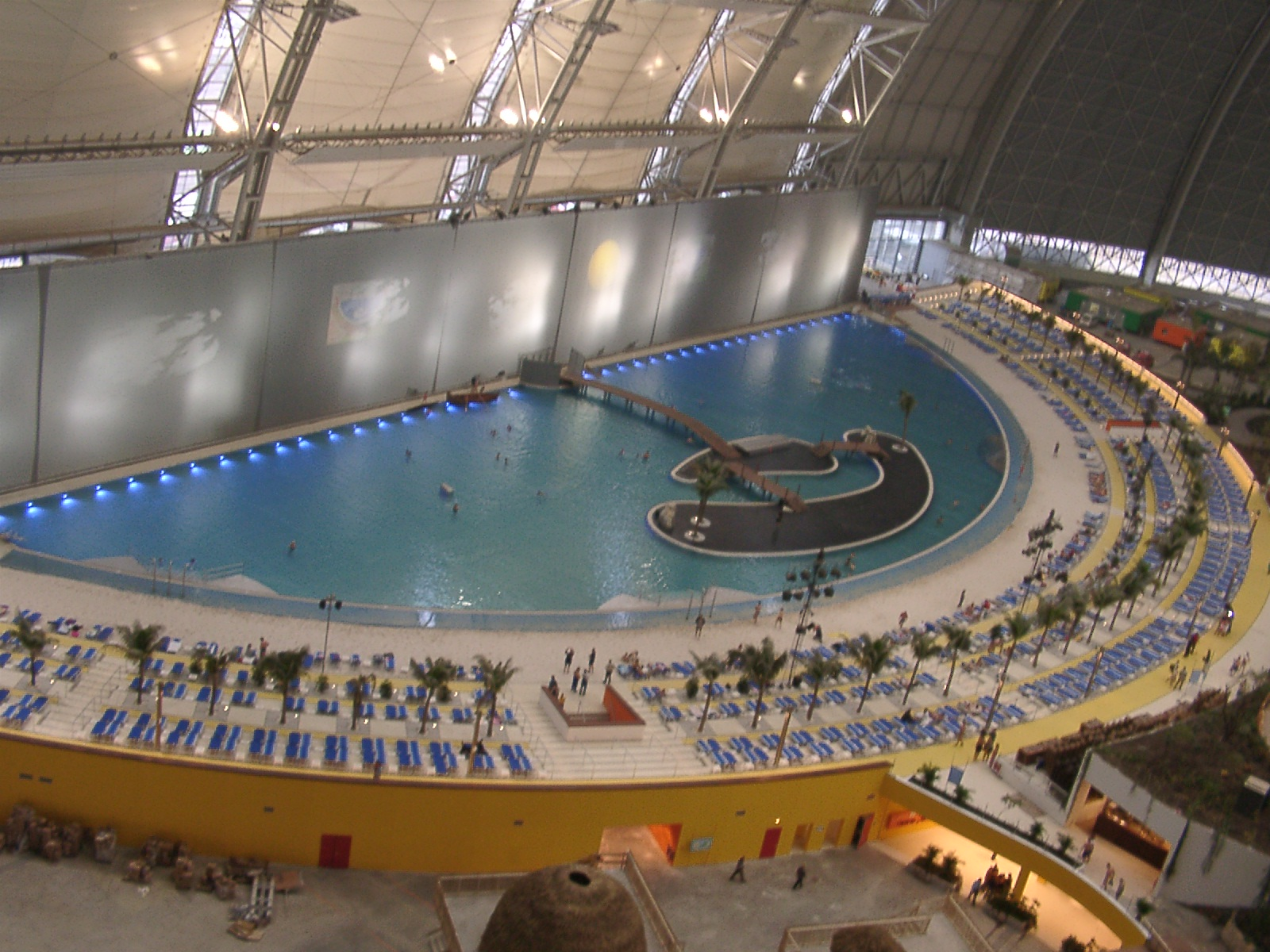
uvnitř
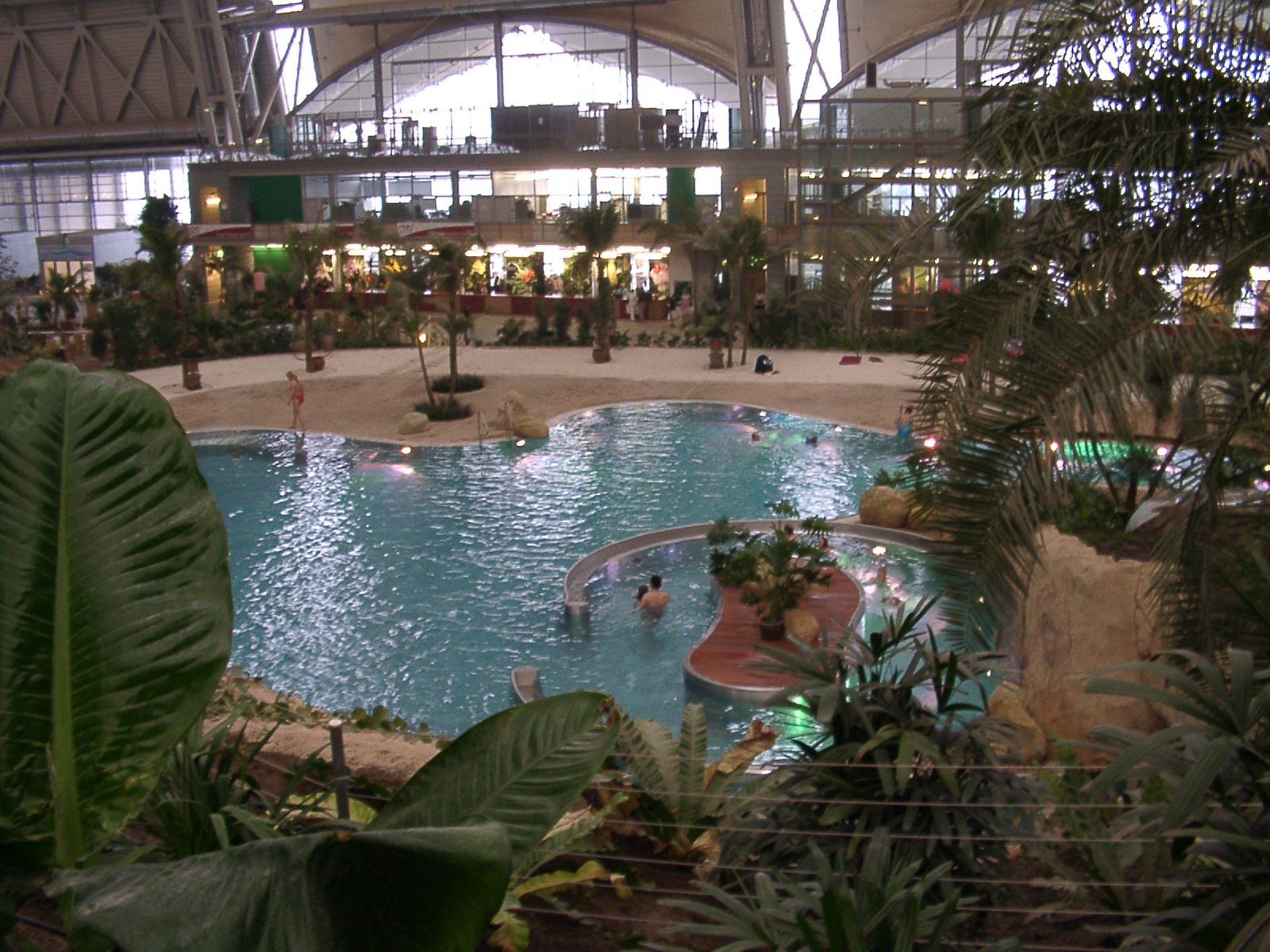
bazén
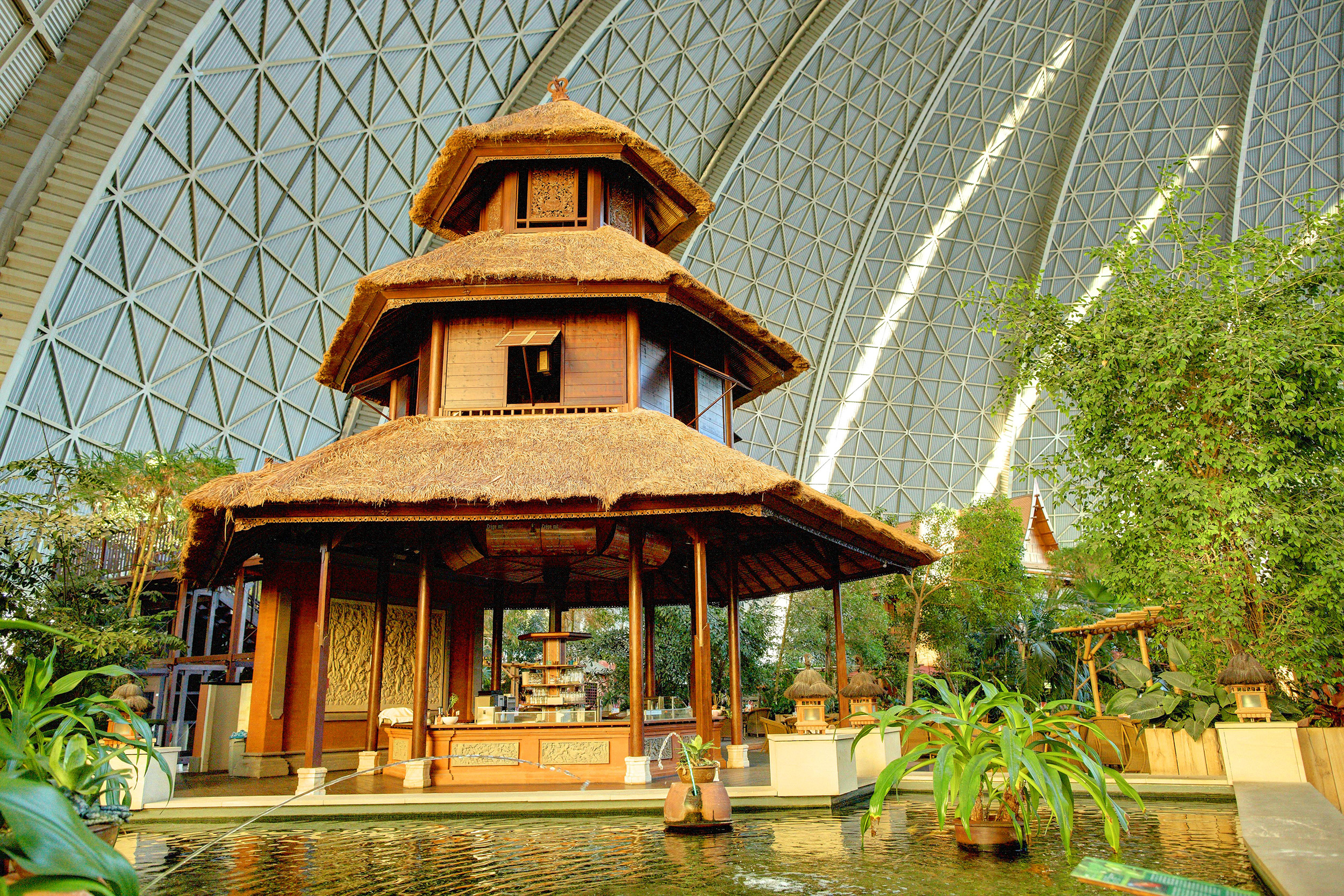
altán
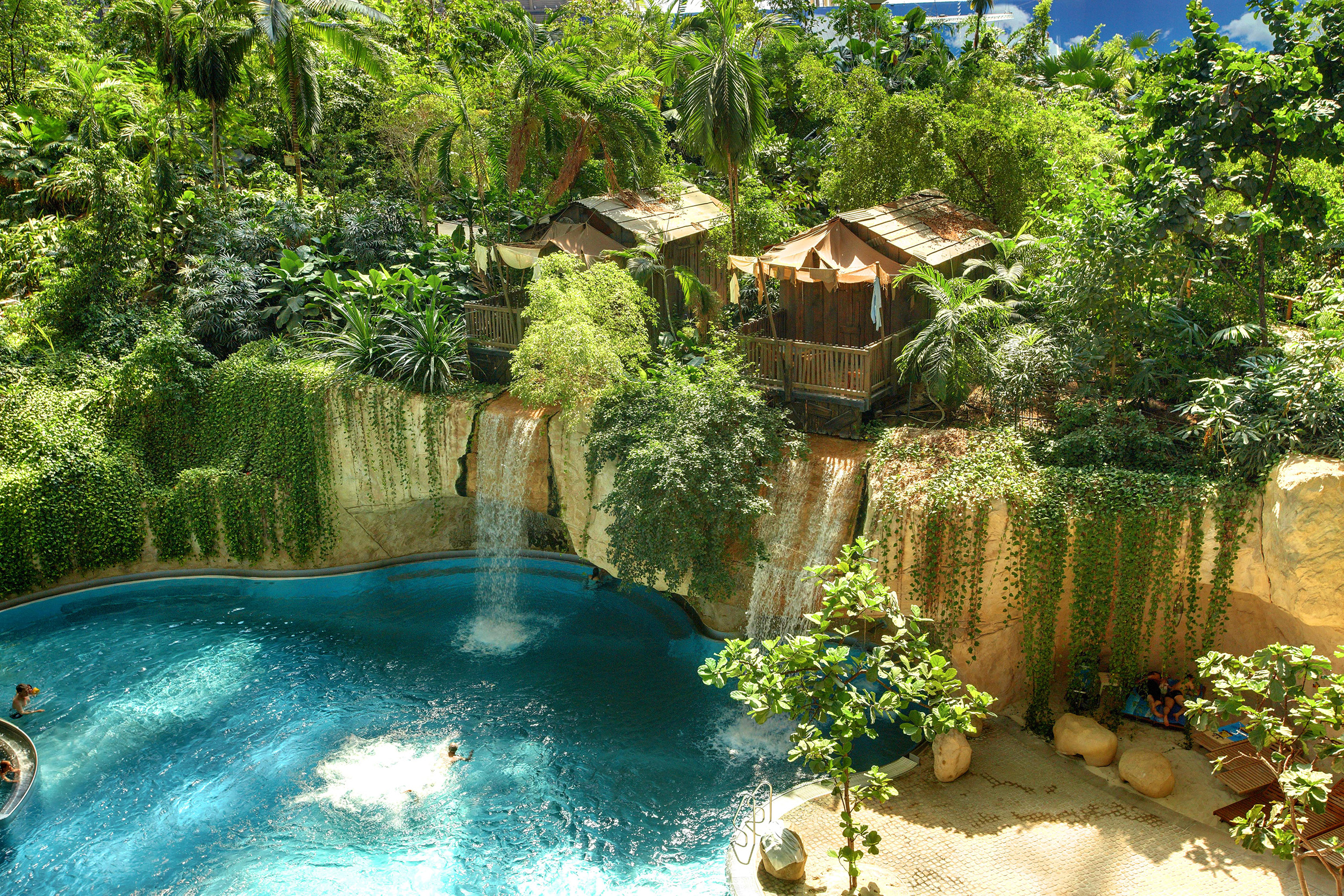
bazén
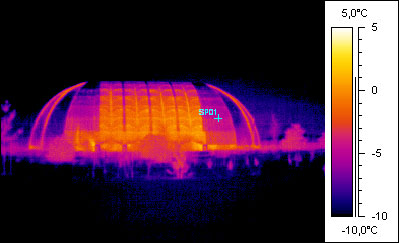
teplota
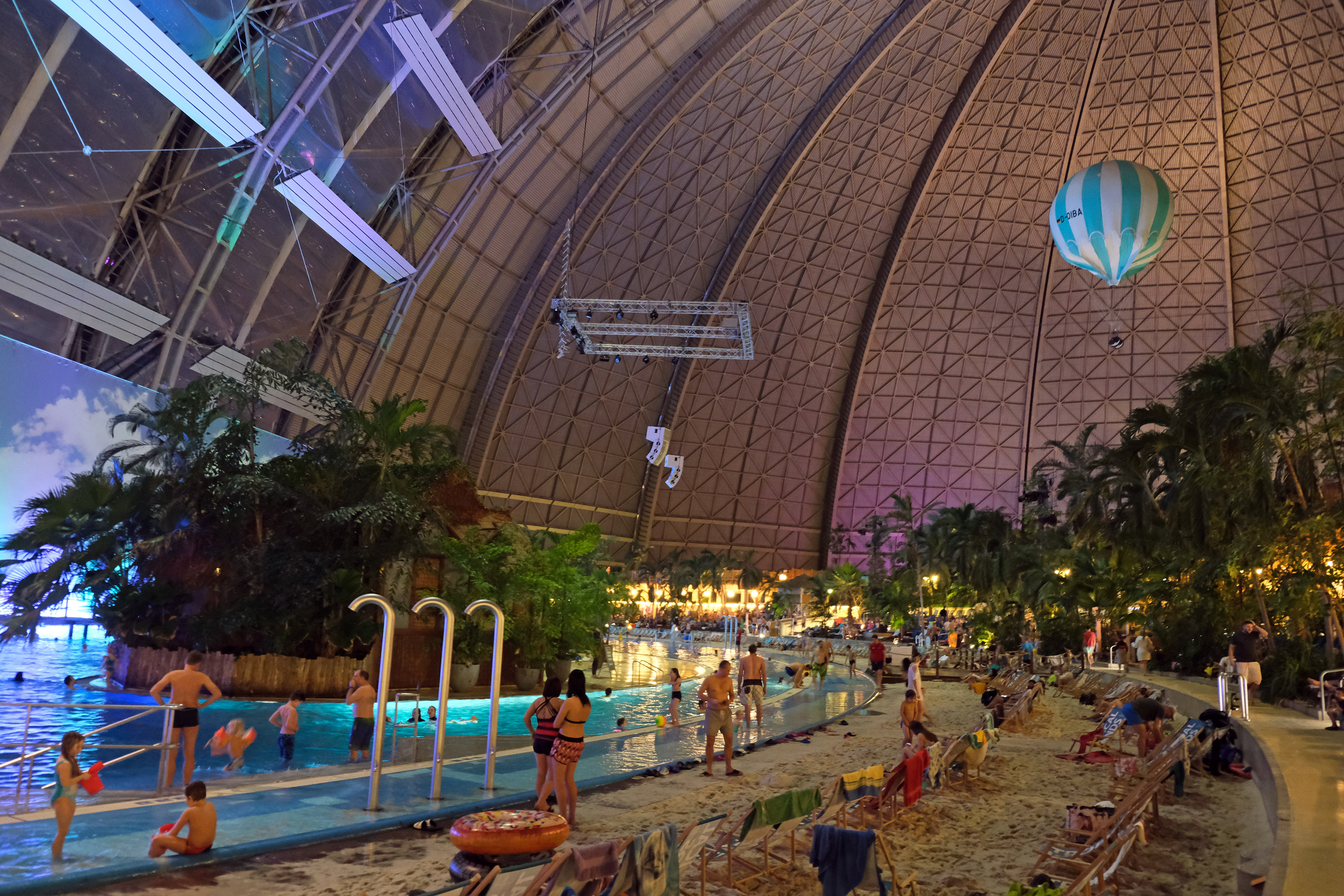
bazén
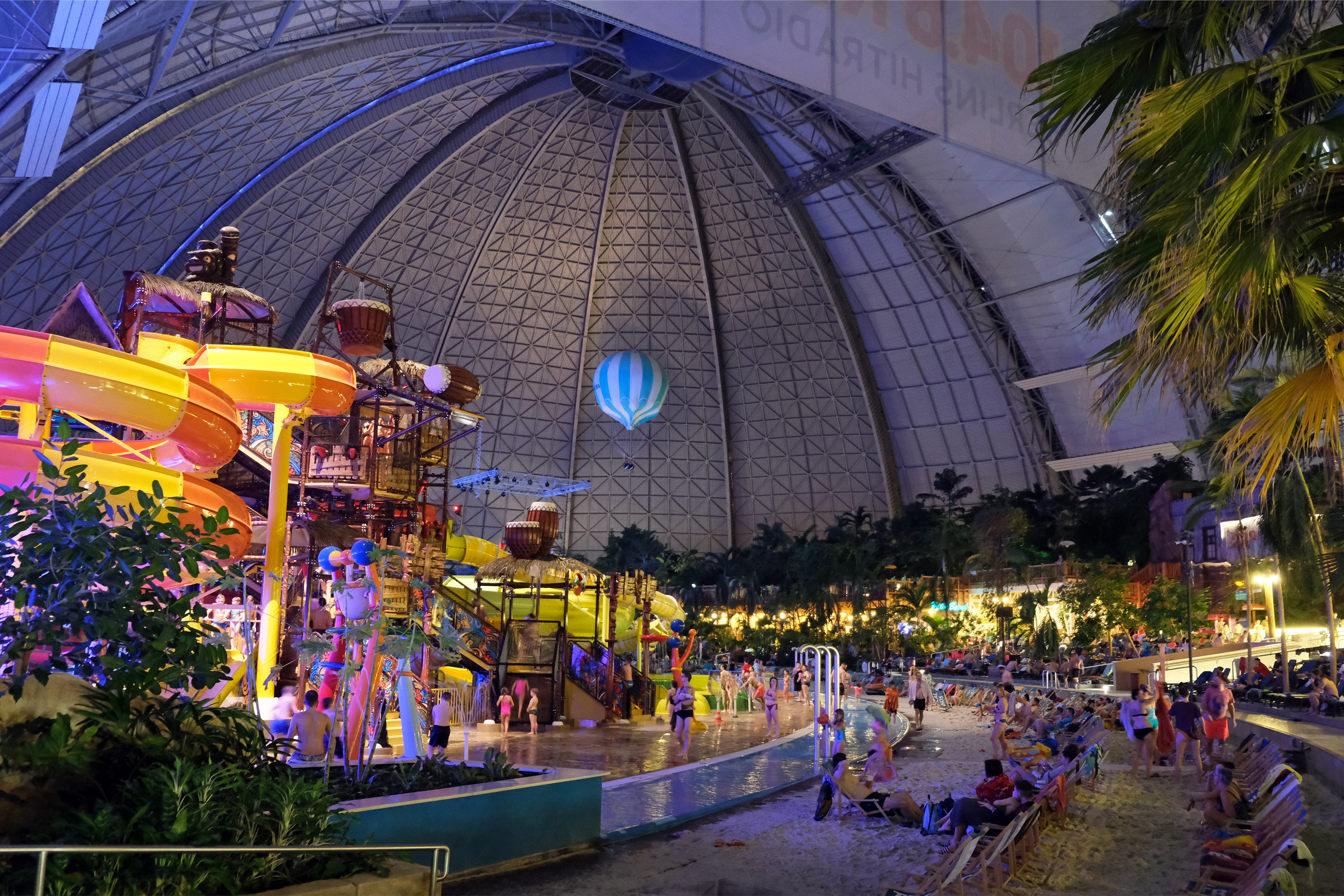
skluzavky
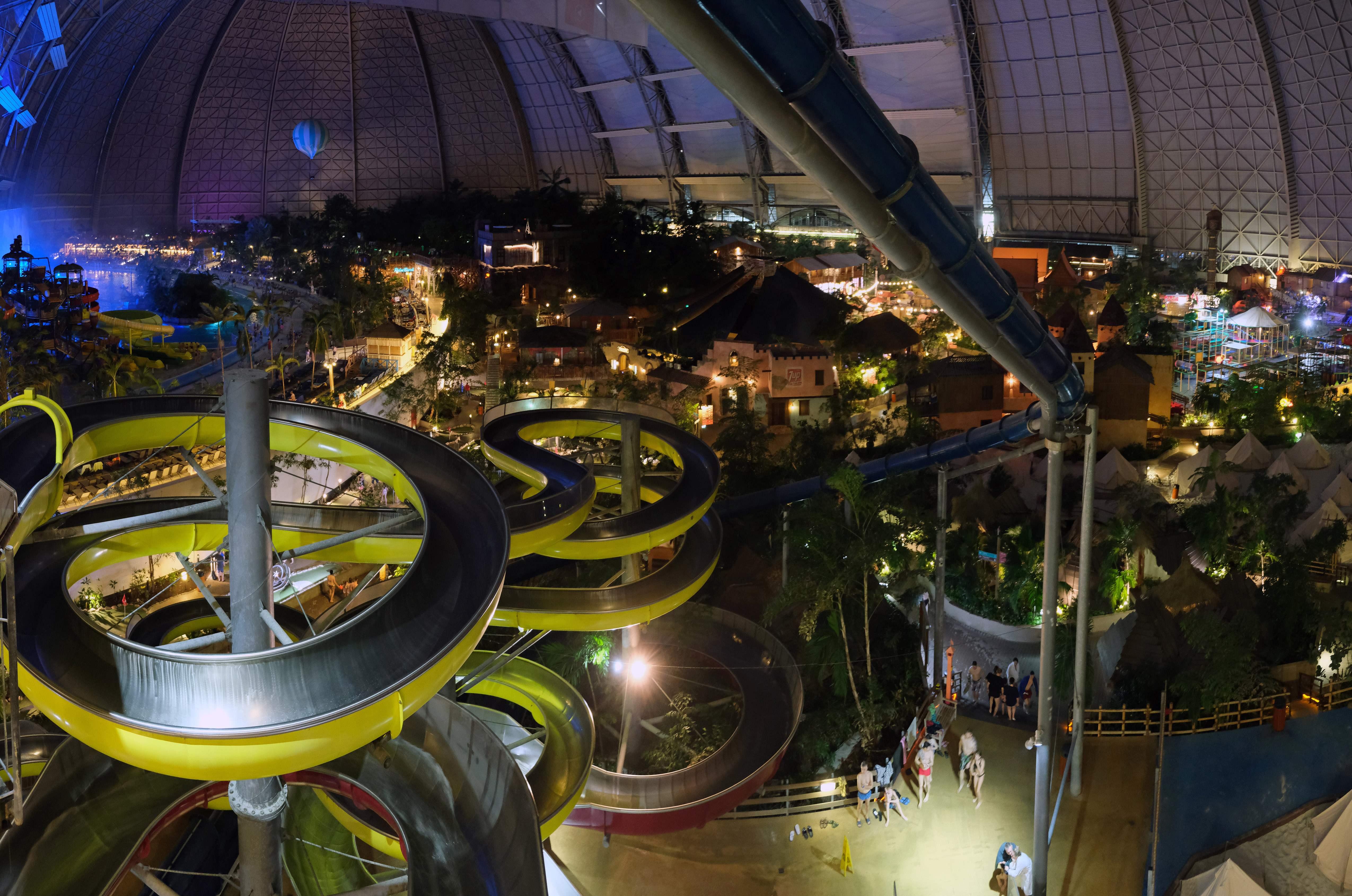
skluzavky
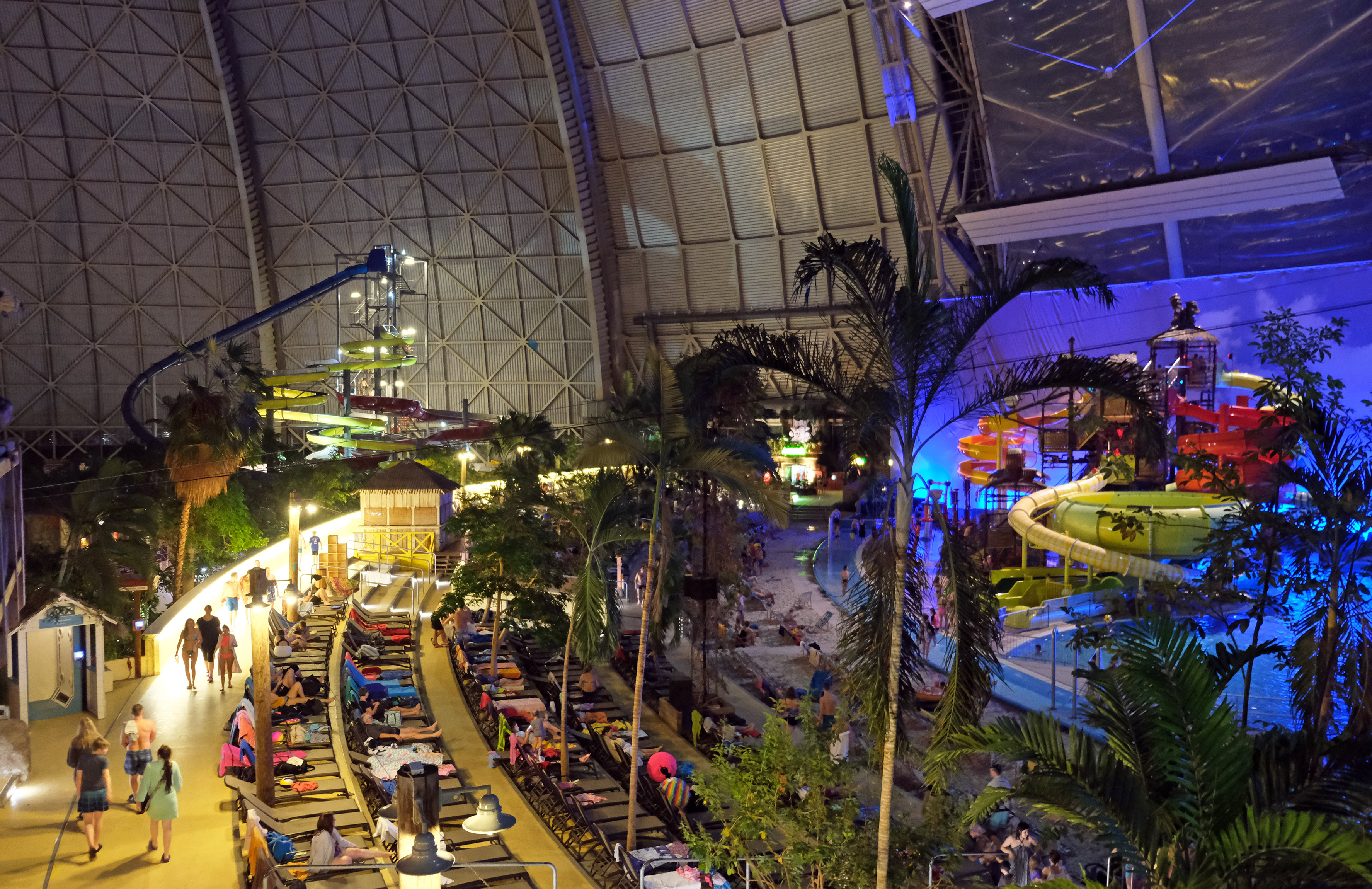
panorama
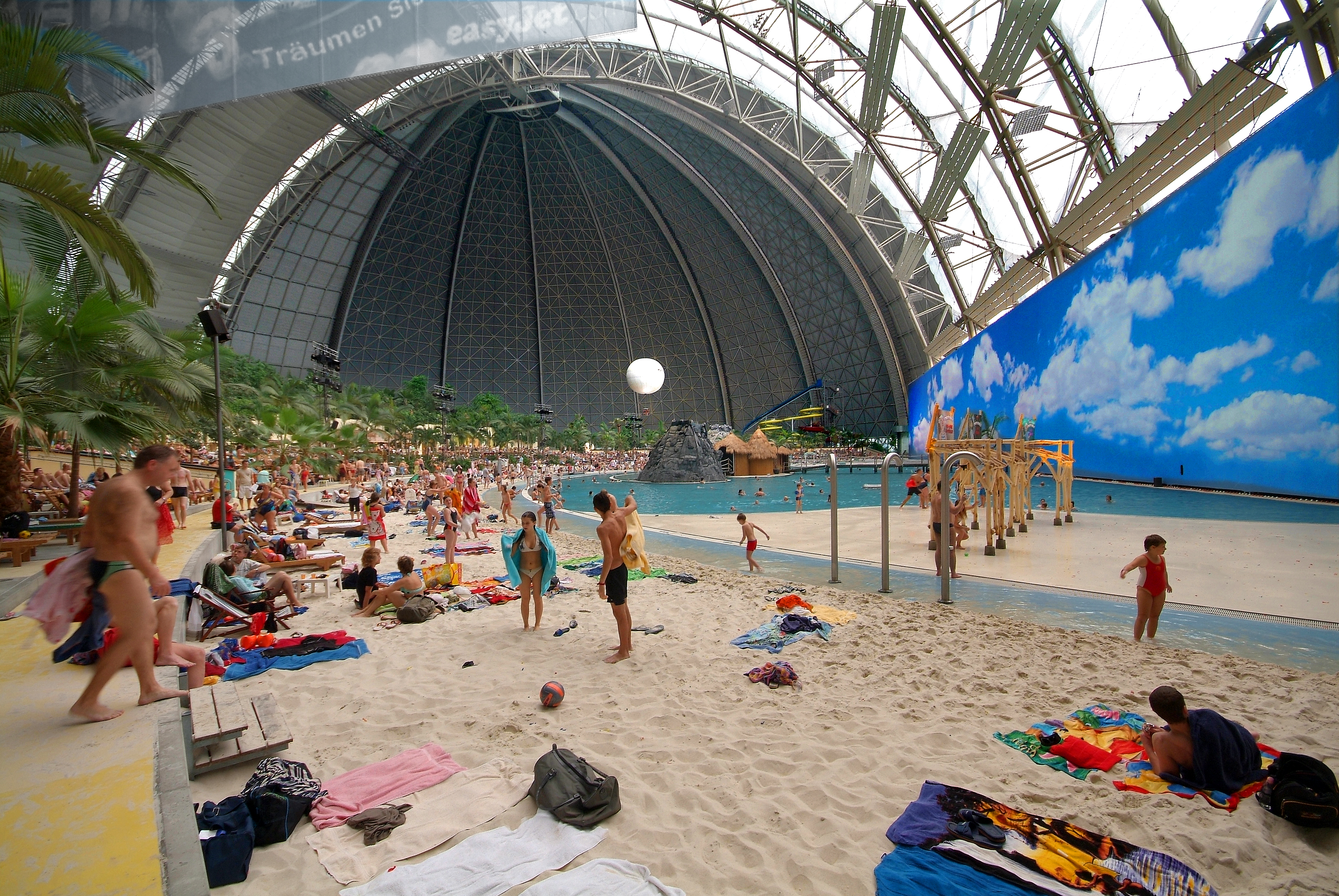
hala
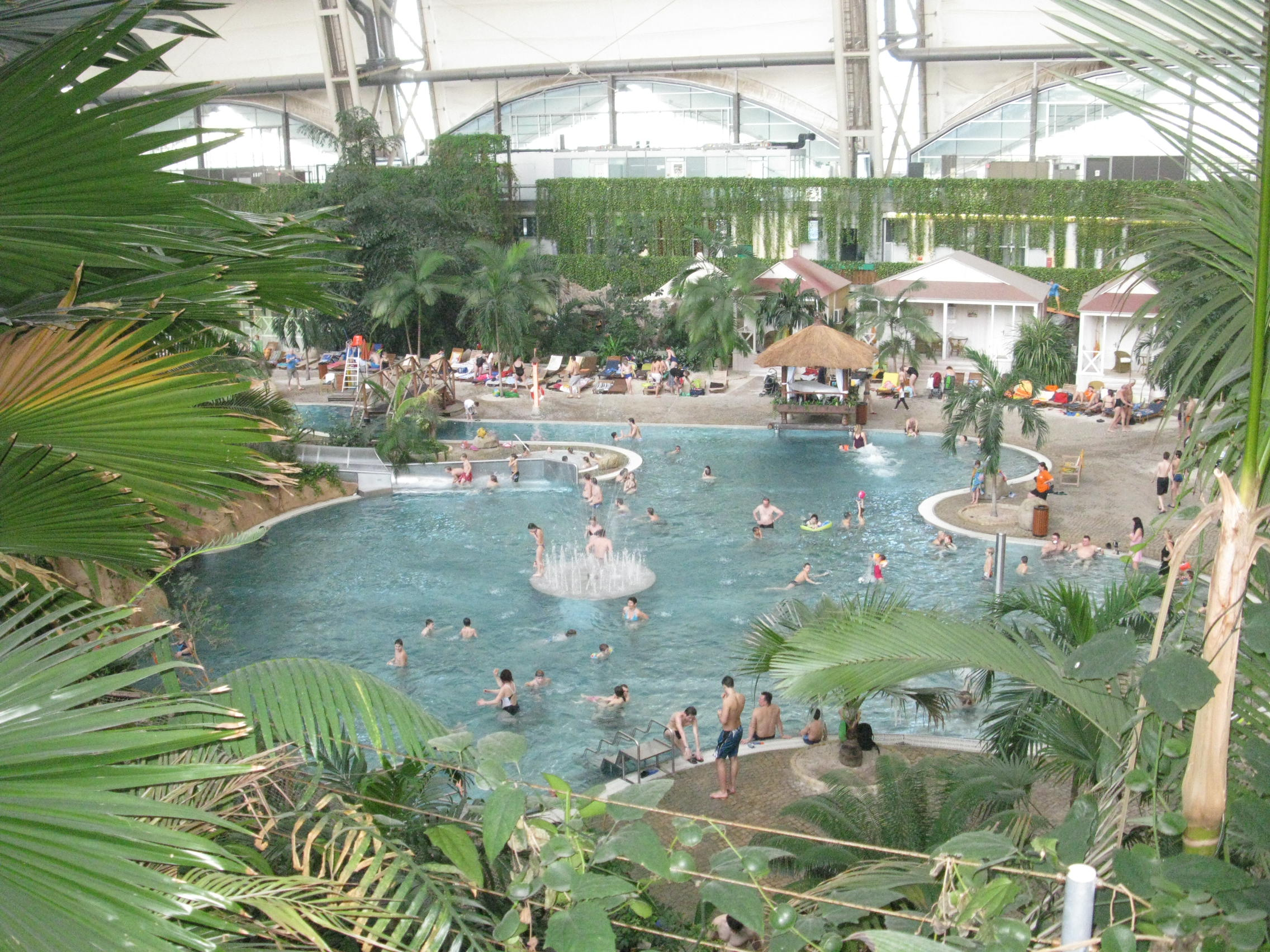
bazén
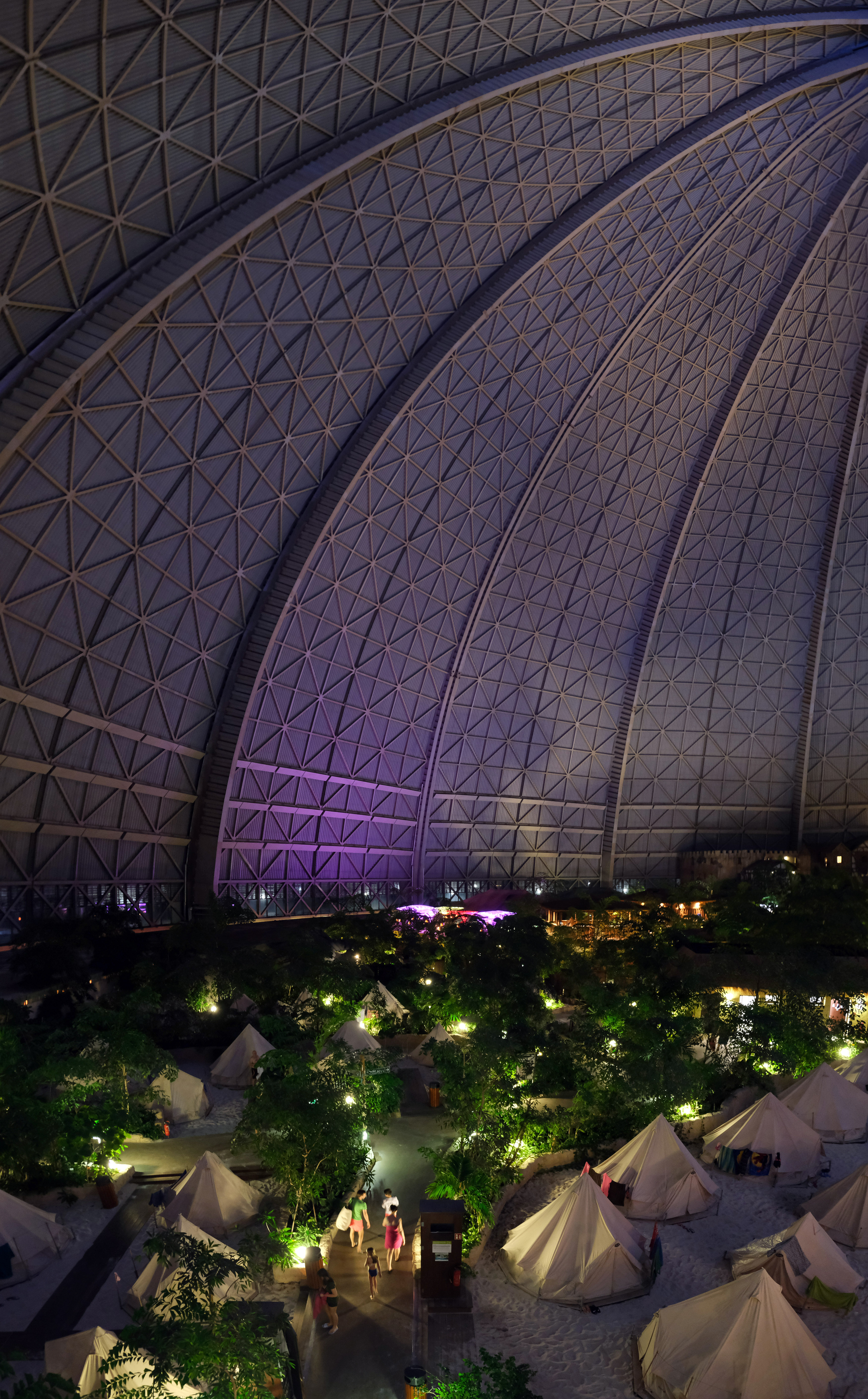
střecha
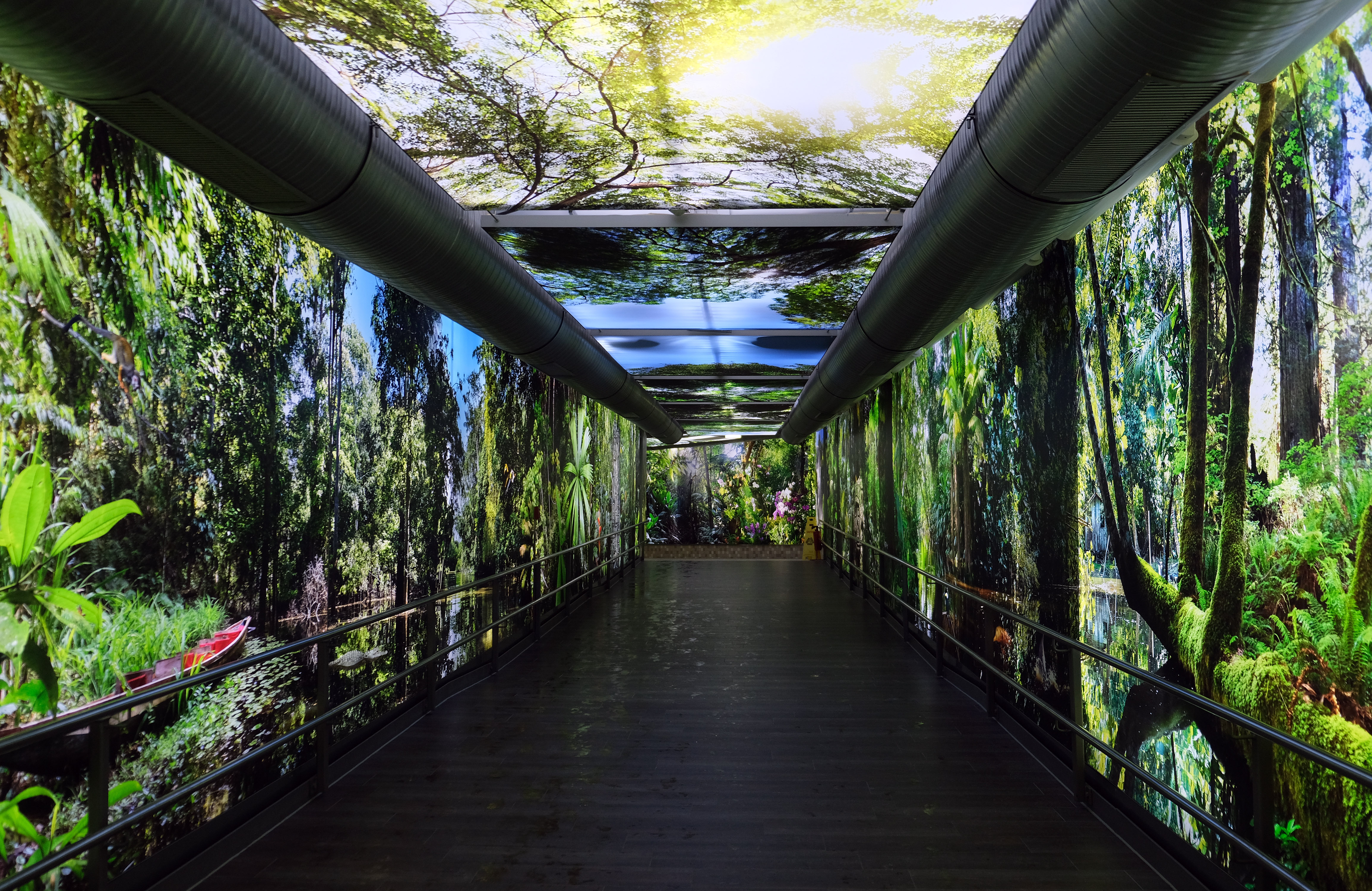
chodba
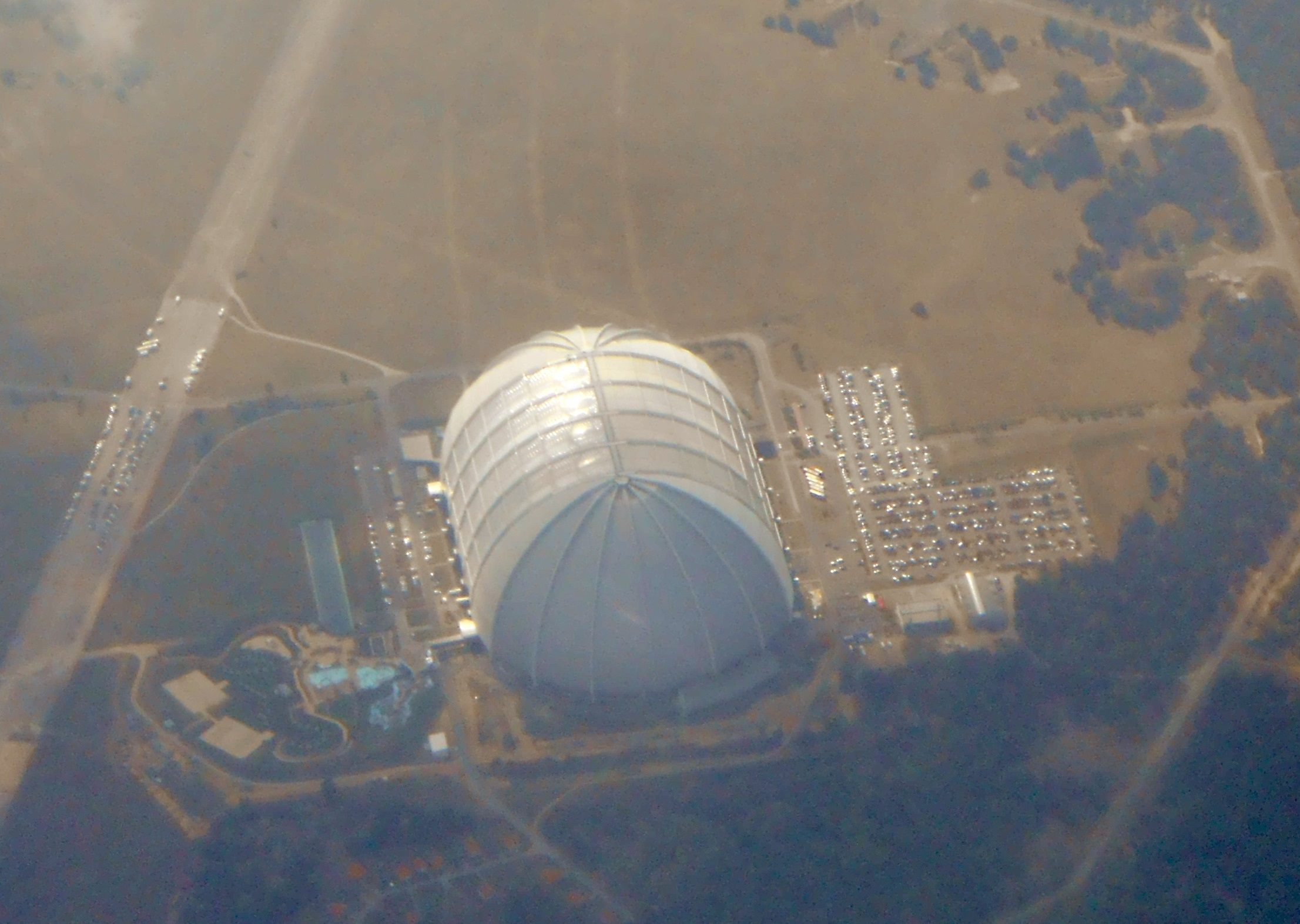
pohled z letadla
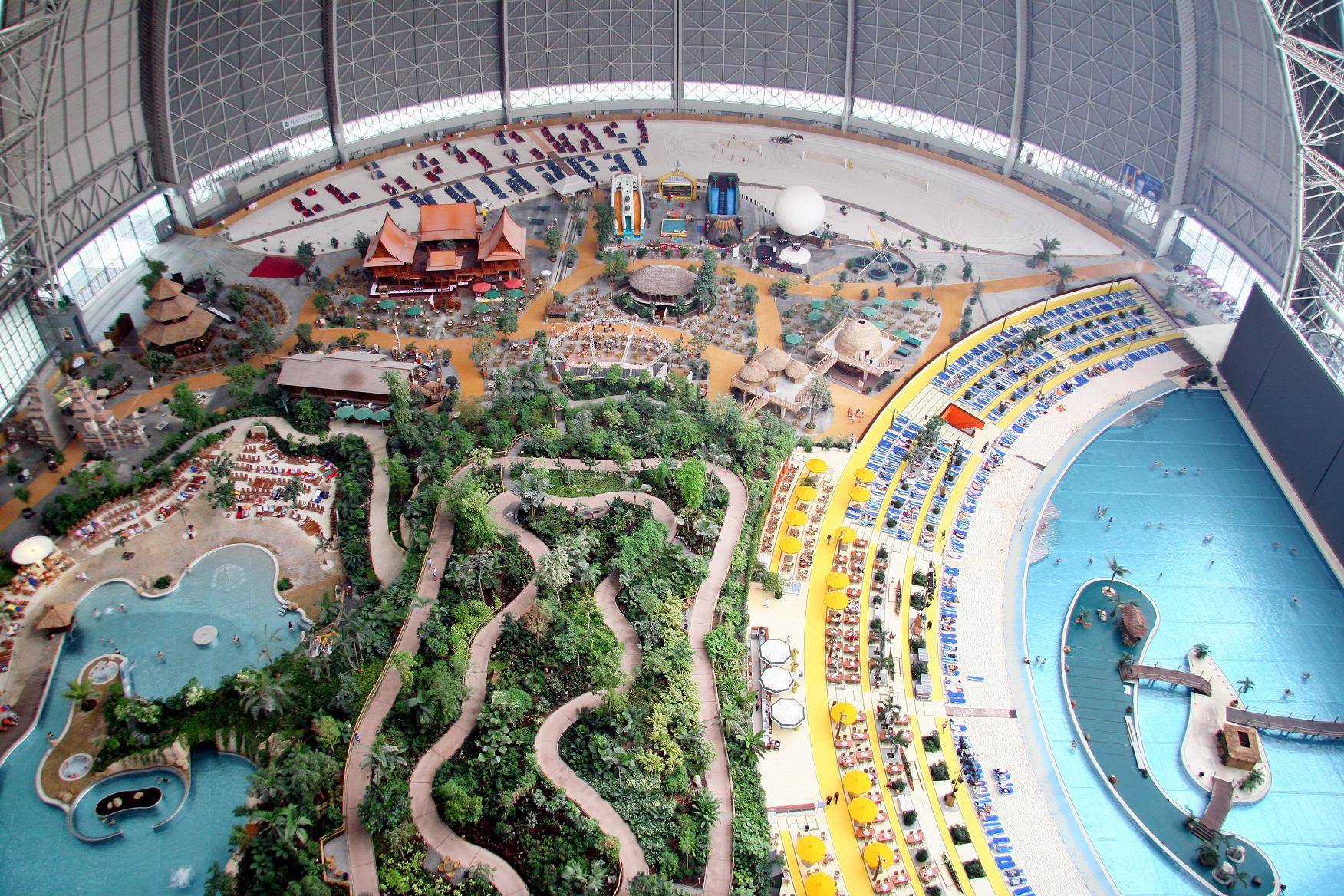
hala - přehled
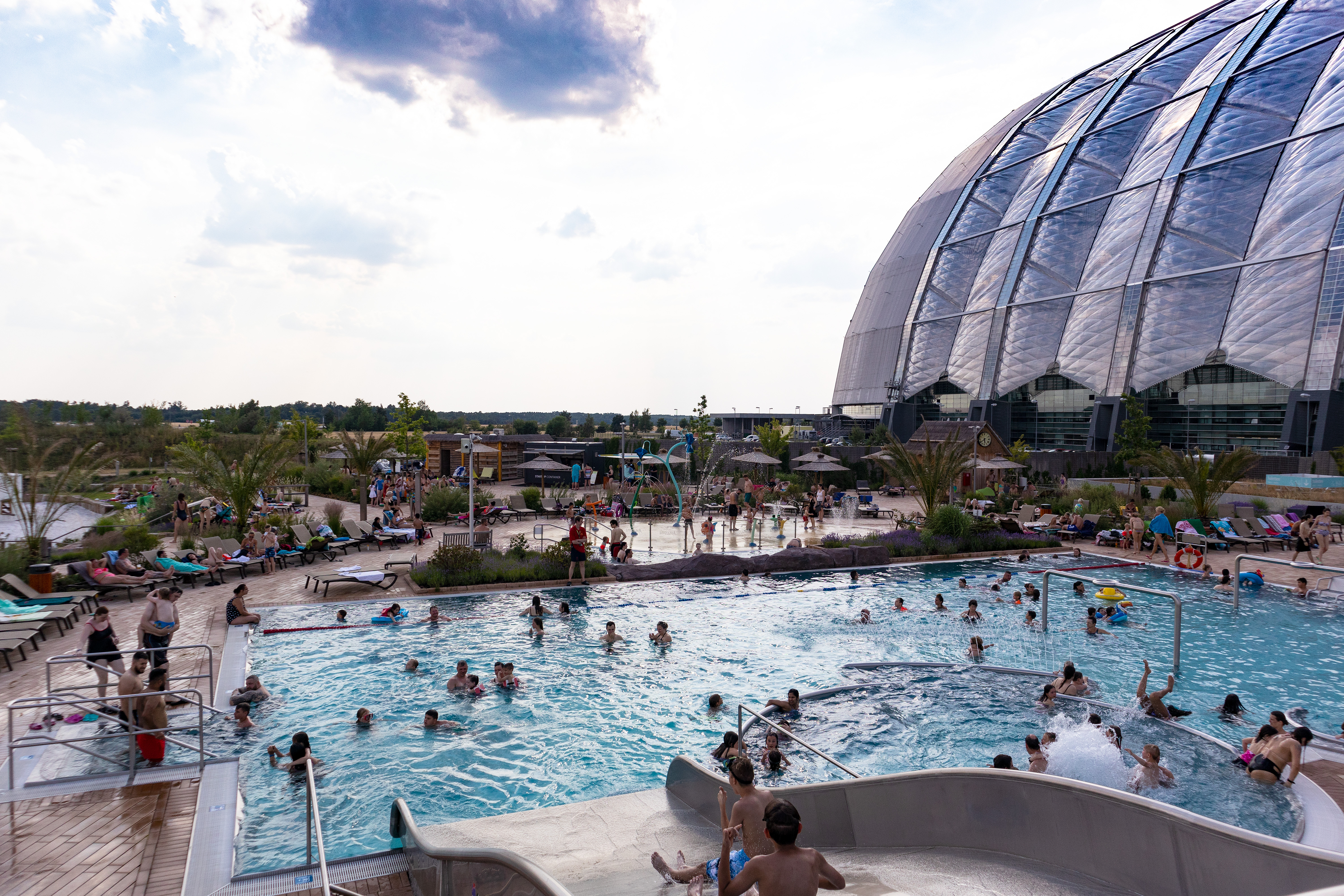
venkovní bazény
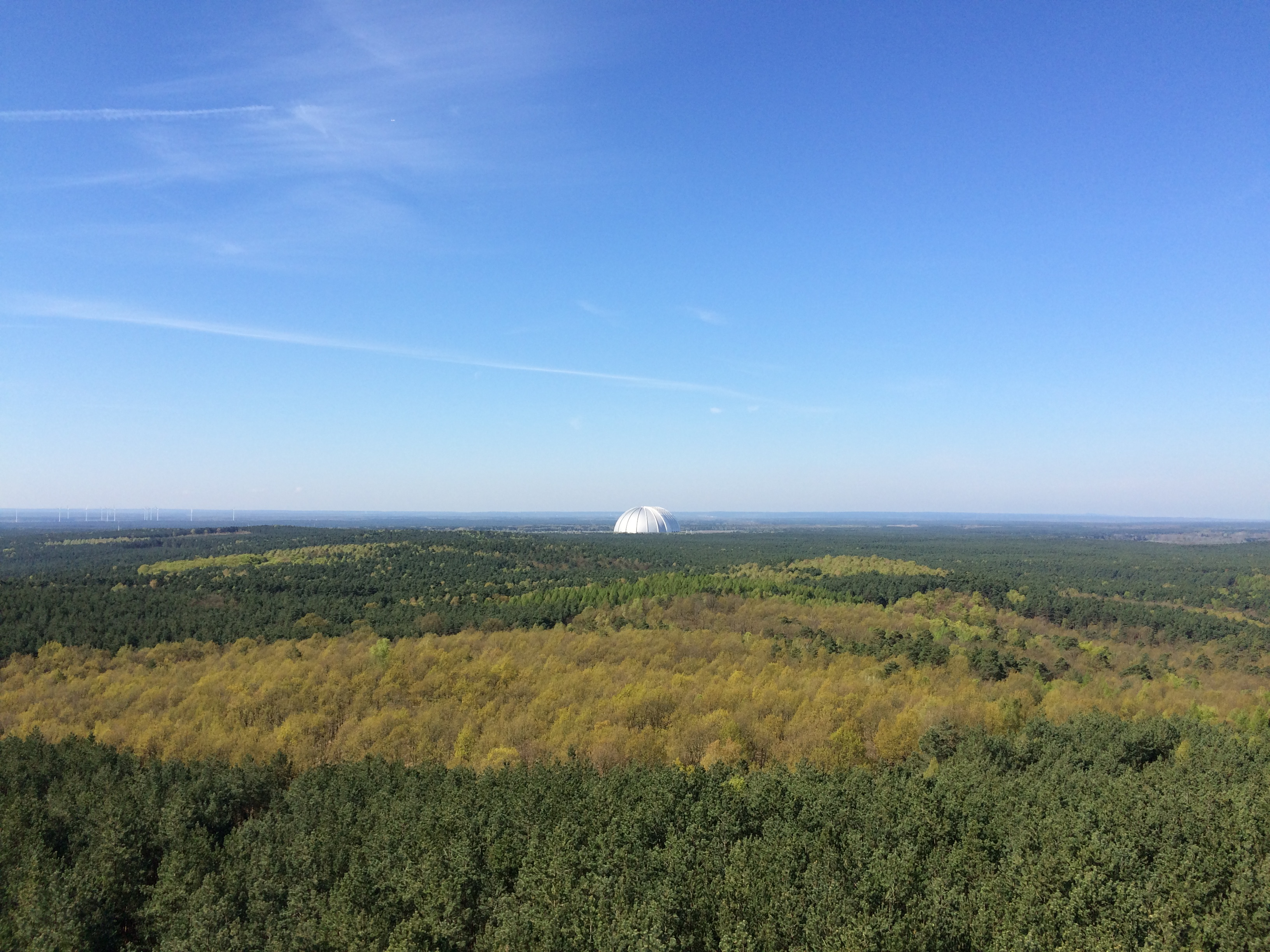
vzdálenější pohled
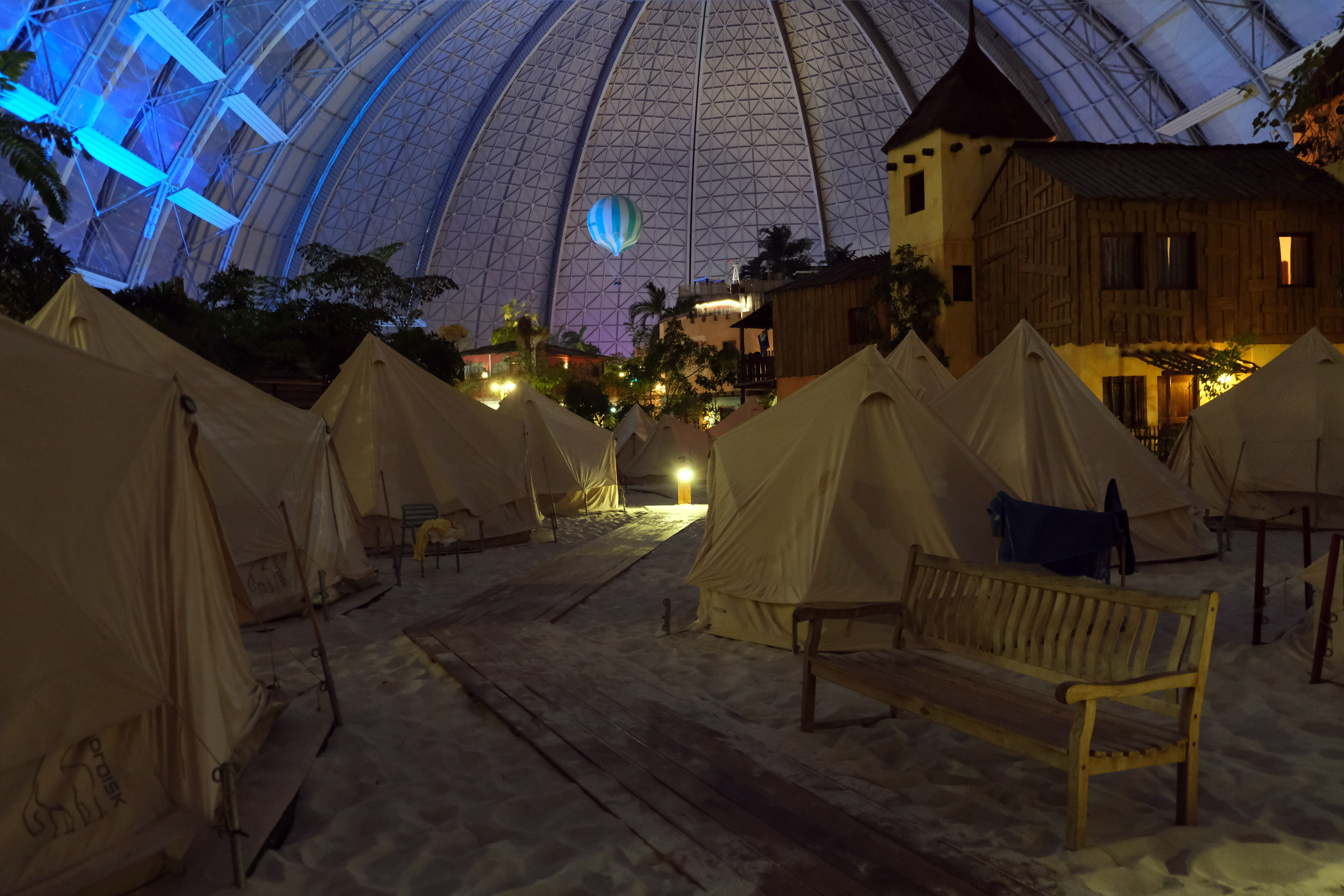
kemp
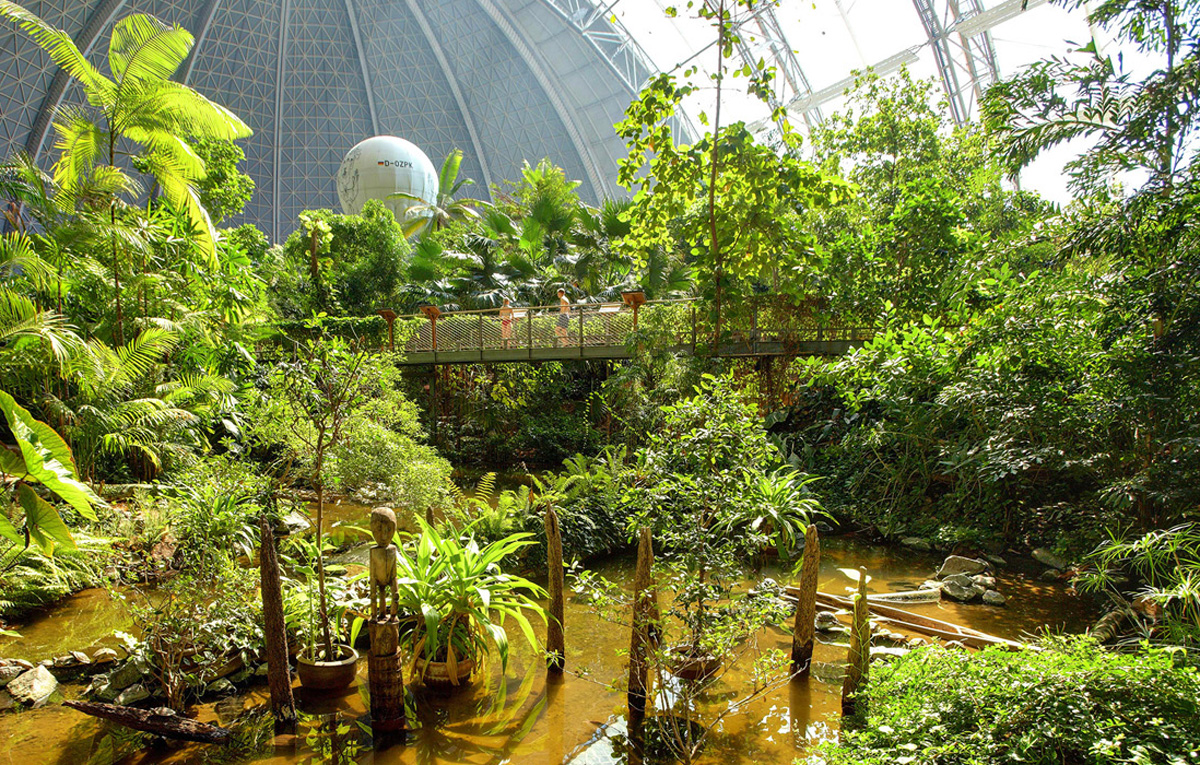
tropická zahrada
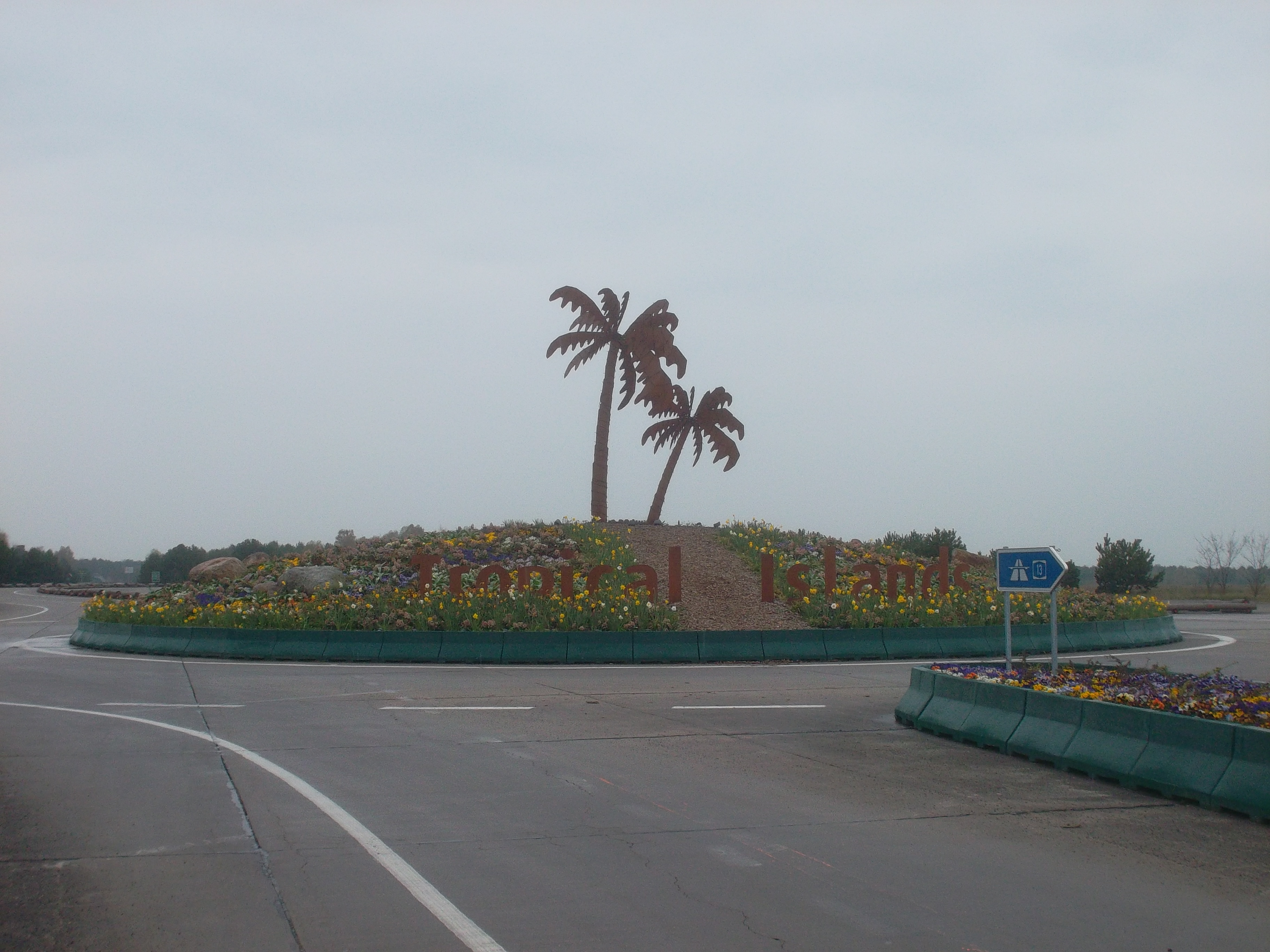
vjezd do resortu